# ميخائيل غراي (عسكري)
ميخائيل غراي (بالإنجليزية: Michael Gray)‏ هو عسكري بريطاني، ولد في 3 مايو 1932 في Beverley ‏ في المملكة المتحدة، وتوفي في 13 مارس 2011.